# Xiangling
Xiangling är en socken i Kina. Den ligger i provinsen Sichuan, i den sydvästra delen av landet, omkring 320 kilometer söder om provinshuvudstaden Chengdu. Antalet invånare är 3 903. Befolkningen består av 1 876 kvinnor och 2 027 män. Barn under 15 år utgör 37 %, vuxna 15-64 år 57 %, och äldre över 65 år 4,0 %.
Genomsnittlig årsnederbörd är 1 115 millimeter. Den regnigaste månaden är juli, med i genomsnitt 281 mm nederbörd, och den torraste är december, med 7 mm nederbörd.